# Juvignies
Juvignies település Franciaországban, Oise megyében. Lakosainak száma 297 fő (2022. január 1.). Juvignies Blicourt, Luchy, Maisoncelle-Saint-Pierre, Muidorge, Pisseleu és Verderel-lès-Sauqueuse községekkel határos.

## Népesség
A település népességének változása:
| Lakosok száma | 296  | 319  | 332  | 322  | 315  | 309  | 302  | 299  | 297  |
|               | 2013 | 2015 | 2016 | 2017 | 2018 | 2019 | 2020 | 2021 | 2022 |